# Будінський потік (притока Білої Орави)
Будінський потік (словац. Budínsky potok) — річка в Словаччині, ліва притока Білої Орави, протікає в окрузі Наместово.
Довжина приблизно 4.1 км. Витік знаходиться в масиві Оравська Магура — схил гори Будін — на висоті близько 1070 метрів. Протікає територією села Локца.
Впадає в Білу Ораву на висоті приблизно 615—620 метрів.